# Festival de Gavarnie
Le Festival de Gavarnie est un festival français annuel de théâtre des Hautes-Pyrénées, dans le Sud-Ouest de la France en région Occitanie.
Une pièce classique ou contemporaine y est donnée au milieu de l'été avec plusieurs représentations.
La manifestation se déroule sur le site naturel classé exceptionnel du département, en plein air, au pied du cirque de Gavarnie.

## Historique

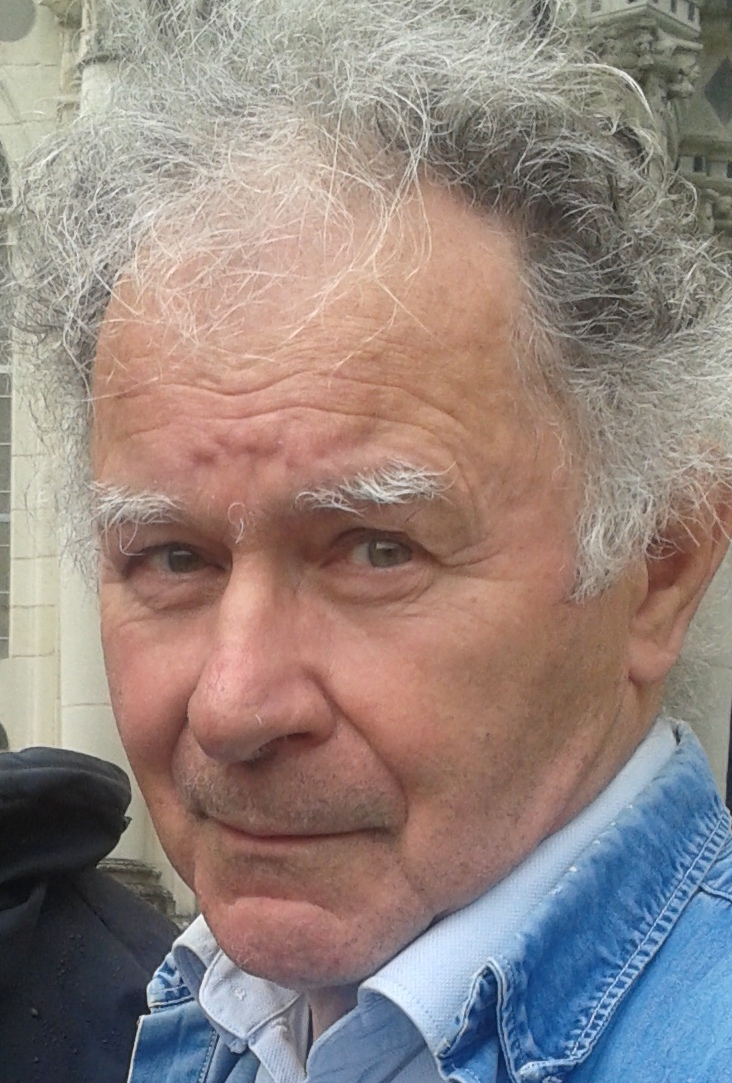
François Joxe, créateur du festival.

Le Festival de Gavarnie est créé en 1985 par François Joxe. Avec sa compagnie parisienne du Chantier-Théâtre, il propose un spectacle spécialement conçu pour les lieux dans chacune des vingt premières éditions du festival, en conciliant création artistique et nature dans un site classé.
Après une pause en 2005, le festival reprend en 2006 avec le spectacle de la compagnie Il est une fois. Depuis 2007, l'association Théâtre Fébus anime le festival sous la direction de Bruno Spiesser.

## Lieu de représentation
Le Festival de Gavarnie se déroule au pied du cirque de Gavarnie en plein air à une demi-heure de marche environ du village de Gavarnie, sur la plaine de la Courade  à 1 450 m d'altitude, ce qui en fait le plus haut festival d'Europe.

## Direction artistique
À sa création, c'est  François Joxe qui assure la direction du festival jusqu’à 2004 remplacé en 2007 par Bruno Spiesser jusqu’à 2018 et Frédéric Garcès en 2019 qui dirige la direction artistique.

## Éditions
- Spectacle proposé par Le Chantier-Théâtre.

### Édition 1985
Dieu de Victor Hugo; 11 représentations du 18 au 28 juillet, cette 1re édition accueille près de 10 900 spectateurs,

### Édition 1986
Divine Comédie d’après Dante; 12 représentations du 16 au 27 juillet, cette 2e édition accueille près de 10 200 spectateurs,

### Édition 1987
Chanson de Roland ;12 représentations du 16 au 28 juillet, cette 3e édition accueille près de 10 100 spectateurs,

### Édition 1988
Le Songe d'une nuit d'été et Macbeth d’après William Shakespeare; 18 représentations(en alternance) du 16 juillet au 2 aout, cette 4e édition accueille près de 13 800 spectateurs,

### Édition 1989
Rêv’évolution; 17 représentations du 21 juillet au 6 août, cette 5e édition accueille près de 9 000 spectateurs,

### Édition 1990
Don Juan d’après Molière et Mozart ;11 représentations du 19 au 29 juillet, cette 6e édition accueille près de 14 800 spectateurs,

### Édition 1991
Don Quichotte d’après Cervantes; 11 représentations du 18 au 28 juillet, cette 7e édition accueille près de 18 700 spectateurs,

### Édition 1992
Faust d’après Goethe et Berlioz ;11 représentations du 16 au 26 juillet, cette 8e édition accueille près de 14 900 spectateurs,

### Édition 1993
La Création; 13 représentations du 16 au 28 juillet, cette 9e édition accueille près de 10 900 spectateurs,

### Édition 1994
Mille et Une Nuits; 11 représentations du 21 au 31 juillet, cette 10e édition accueille près de 16 600 spectateurs,

### Édition 1995
Carmen d’après Georges Bizet et Prosper Mérimée; 11 représentations du 19 au 29 juillet, cette 11e édition accueille près de 25 900 spectateurs,

### Édition 1996
Les Chevaliers de la Table Ronde; 10 représentations du 17 au 27 juillet, cette 12e édition accueille près de 14 600 spectateurs,

### Édition 1997
Roméo et Juliette d’après William Shakespeare et Berlioz; 12 représentations du 16 au 27 juillet, cette 12e édition accueille près de 13 200 spectateurs,

### Édition 1998
La Flûte enchantée d’après Mozart; 13 représentations du 16 au 28 juillet, cette 14e édition accueille près de 18 800 spectateurs,

### Édition 1999
L’Odyssée d’après Homère; 12 représentations du 15 au 27 juillet, cette 15e édition accueille près de 14 900 spectateurs,

### Édition 2000
Figaro d’après Beaumarchais et Mozart; 16 représentations du 14 au 29 juillet, cette 16e édition accueille près de 14 300 spectateurs,

### Édition 2001
Gargantua d’après Rabelais; 13 représentations du 17 au 29 juillet, cette 17e édition accueille près de 11 900 spectateurs,

### Édition 2002
Tristan et Yseult musique de Wagner; 12 représentations du 17 au 28 juillet, cette 18e édition accueille près de 12 800 spectateurs,

### Édition 2003
Hymne à la Joie musique de Beethoven; 12 représentations du 16 au 27 juillet, cette 19e édition accueille près de 14 400 spectateurs,

### Édition 2004
Hymne à la Vie ; 12 représentations du 15 au 26 juillet, cette 20e édition accueille près de 19 300 spectateurs,

### Édition 2005
L'édition 2005 est annulée.
- Spectacle proposé par la compagnie Il est une fois.

### Édition 2006
Les Trois Mousquetaires; d’Alexandre Dumas, 21e édition.
- Spectacle proposé par l’association Théâtre Fébus

### Édition 2007
Gaston Fébus, Prince des Pyrénées; du 20 au 31 juillet,   22e édition

### Édition 2008
Frères de Liberté; du 25 juillet au 3 août, 23e édition

### Édition 2009
Cyrano de Bergerac; du 16 au 28 juillet,  24e édition

### Édition 2010
La Reine Margot; du 16 au 29 juillet, 25e édition

### Édition 2011
Quasimodo;  du 16 au 30 juillet, 26e édition

### Édition 2012
Le Cid; du 17 au 29 juillet, 27e édition

### Édition 2013
La Belle et la Bête; du 23 juillet au 4 août, 28e édition.

### Édition 2014
Le Songe d'une nuit d'été; du 25 juillet au 6 août, 29e édition.

### Édition 2015
Ulysse Le dernier voyage; du 24 juillet au 5 août, 30e édition.

### Édition 2016
Merlin; du 26 juillet au 7 août, 31e édition.

### Édition 2017
Dracula; du 25 juillet au 6 août, 32e édition.

### Édition 2018
Orphée et Eurydice; du 24 juillet au 5 août,  33e édition.

### Édition 2019
Don Quichotte; d’après Cervantes ;  du 25 juillet au 6 août,  34e édition.

### Édition 2020
L'édition 2020 est annulée en raison de la crise sanitaire liée à la pandémie de Covid-19.

### Édition 2021
Alice de l'autre côté des merveilles, du 22 juillet au 3 août, 35e édition.

### Édition 2022
Roméo et Juliette, du 28 juillet au 7 août, 36e édition.

### Édition 2023
L'édition 2023 est annulée.

2014 - Le Songe d'une nuit d’été
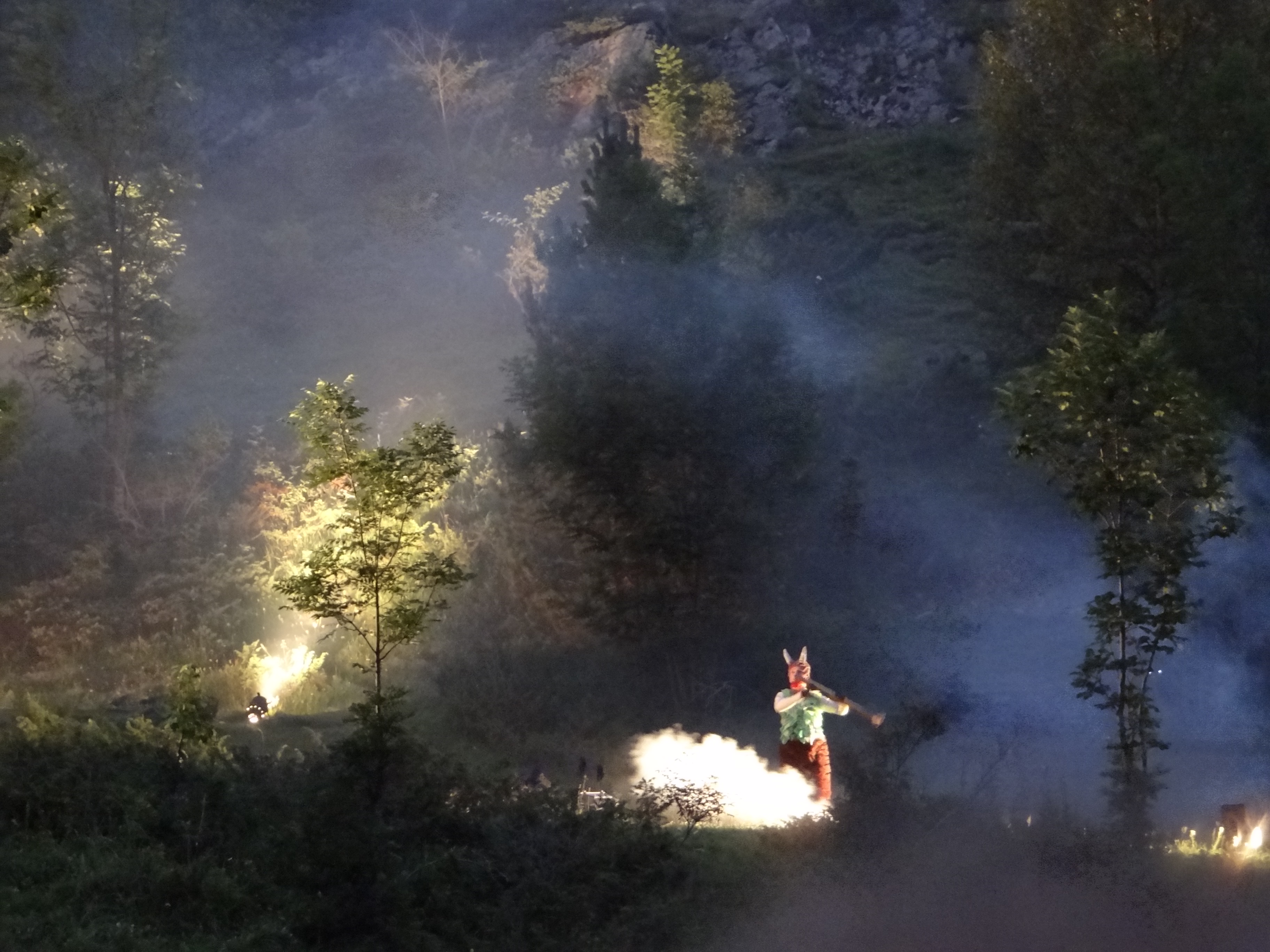
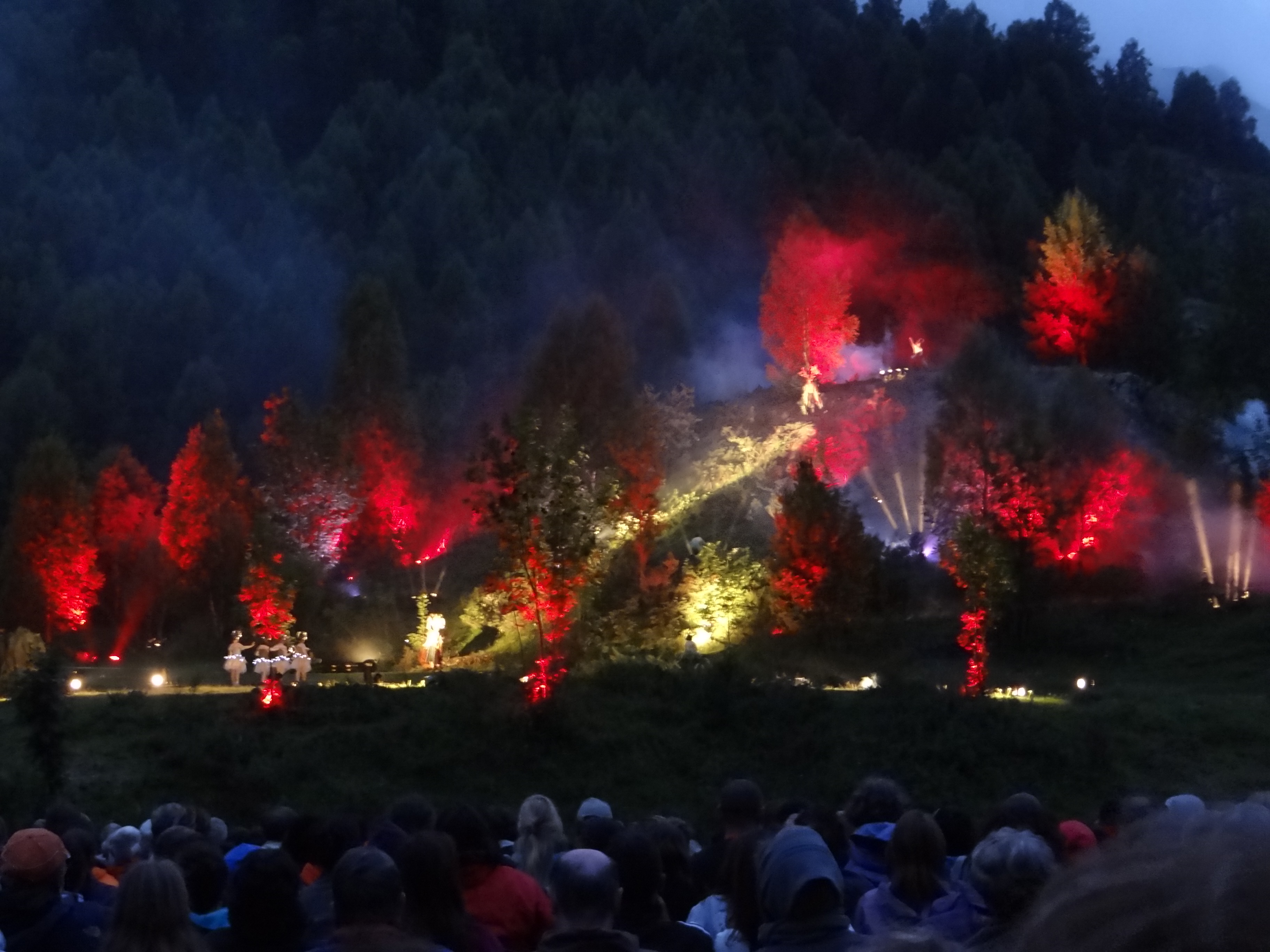
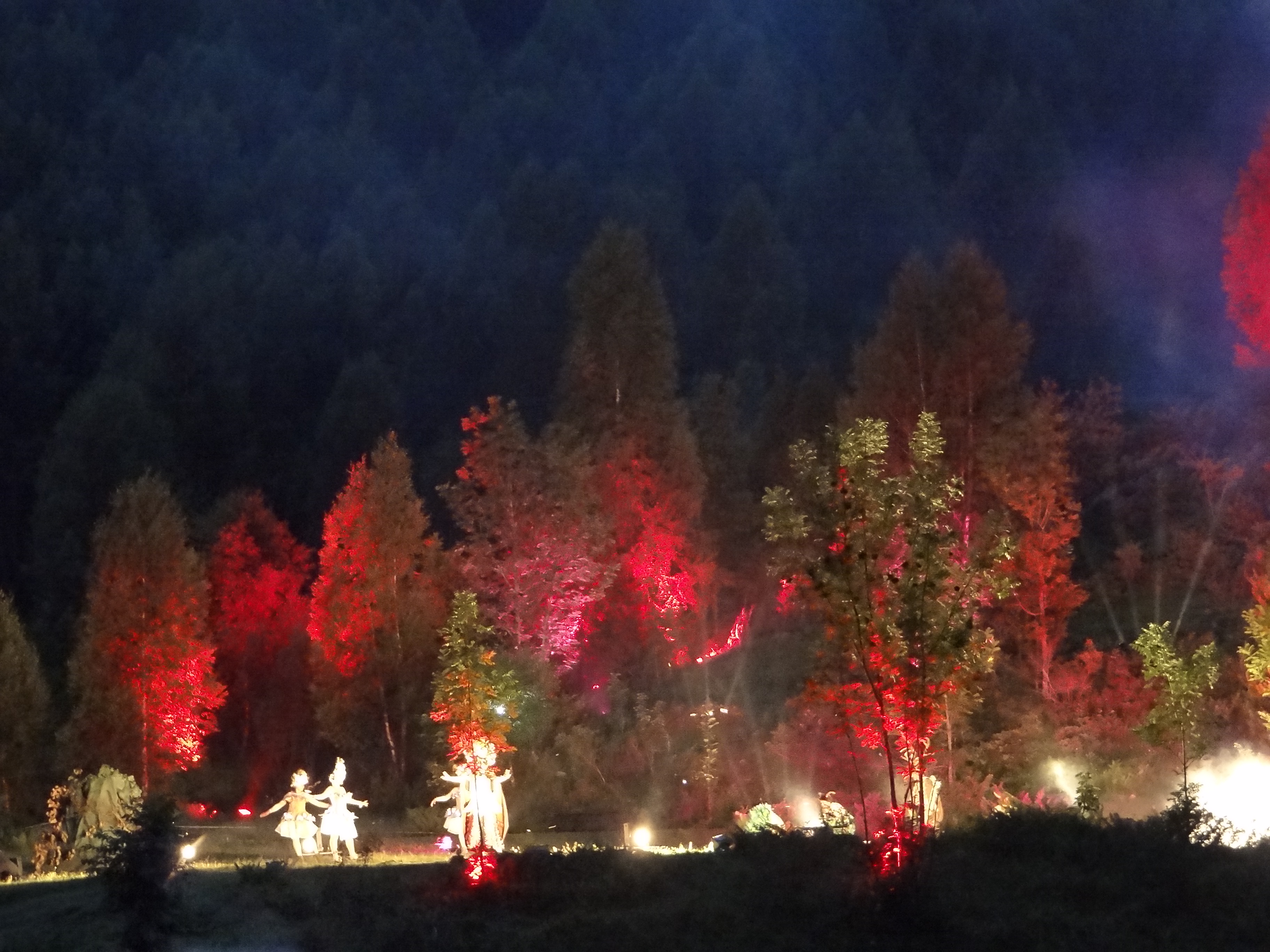
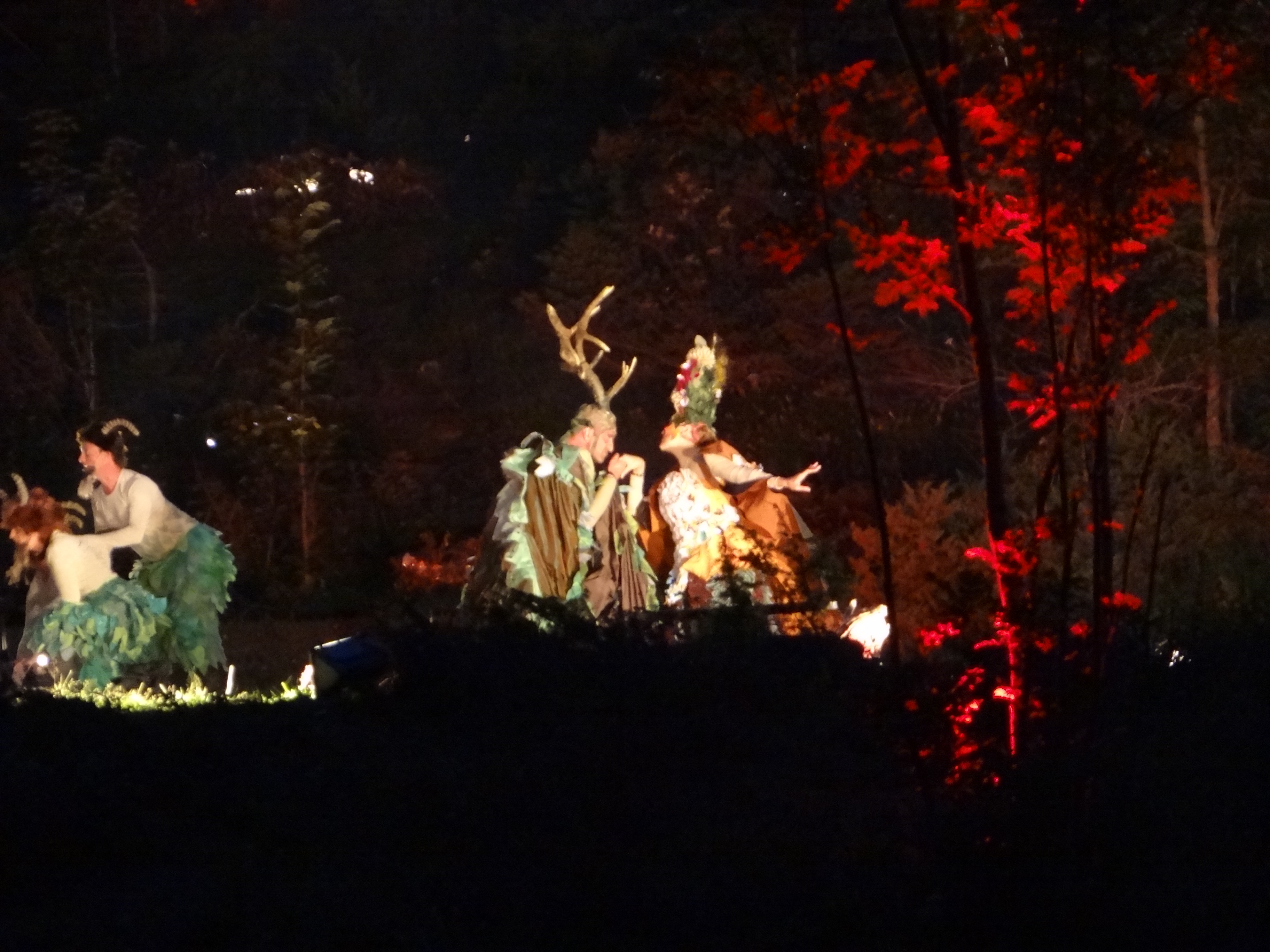
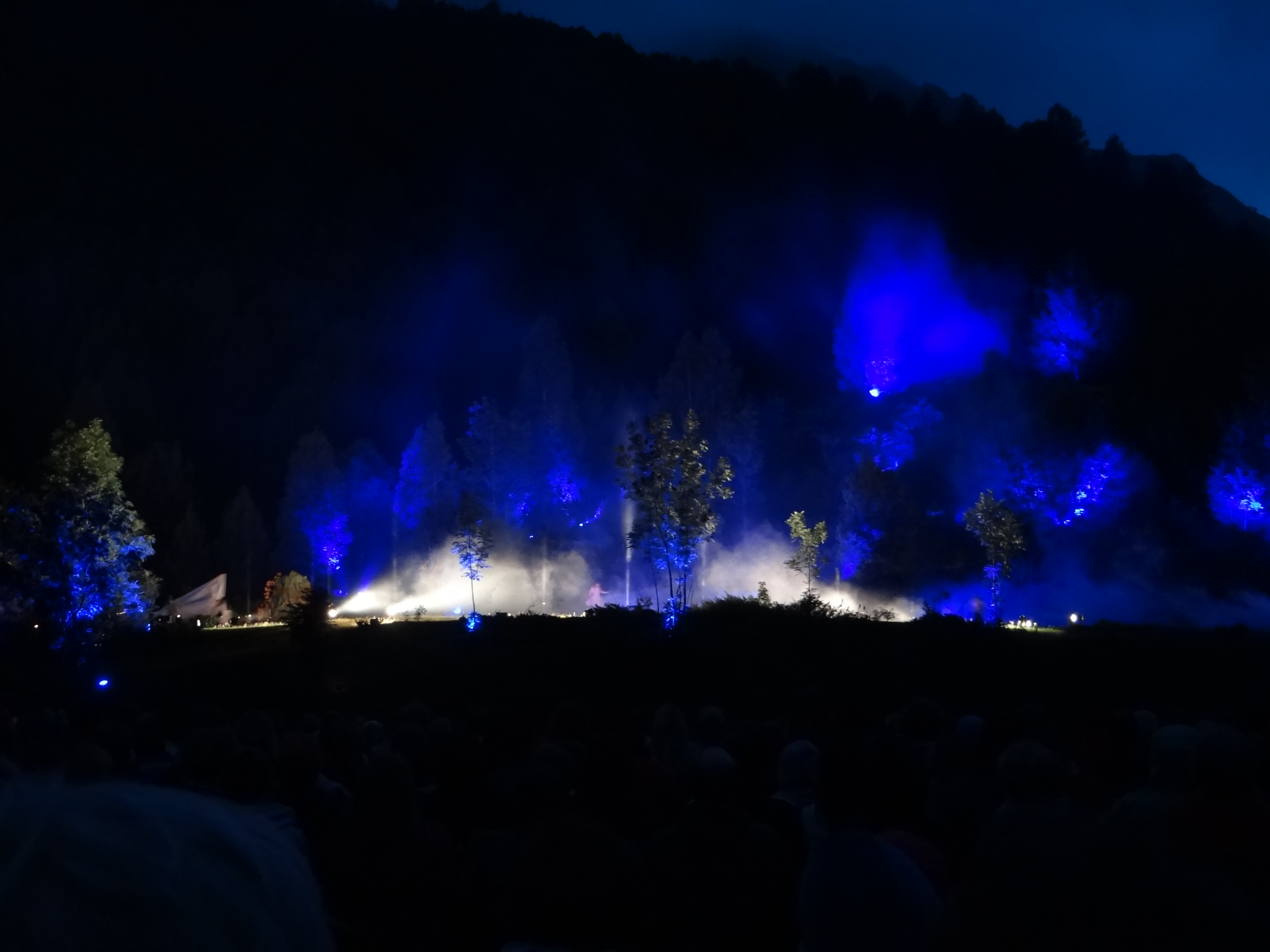
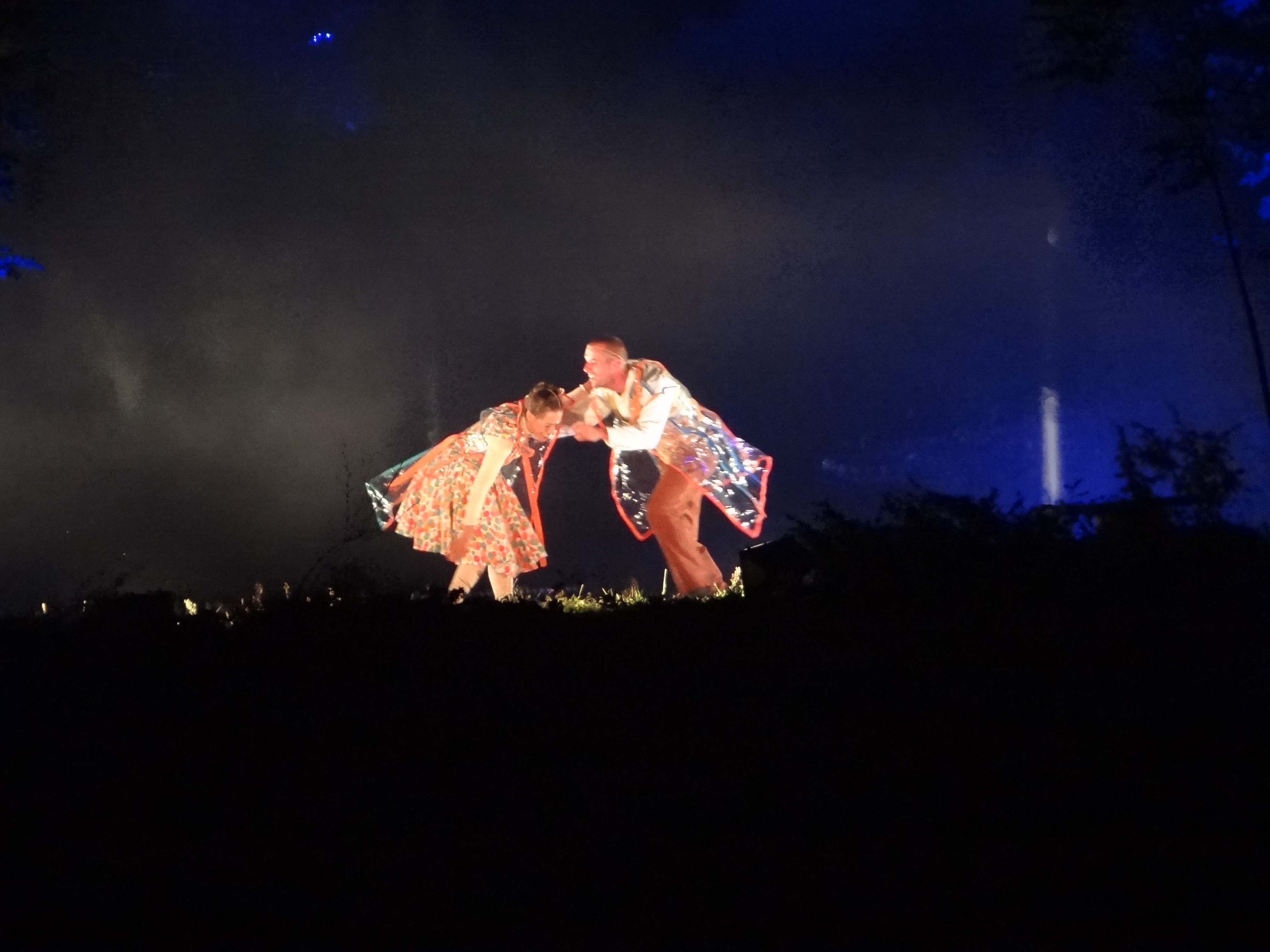
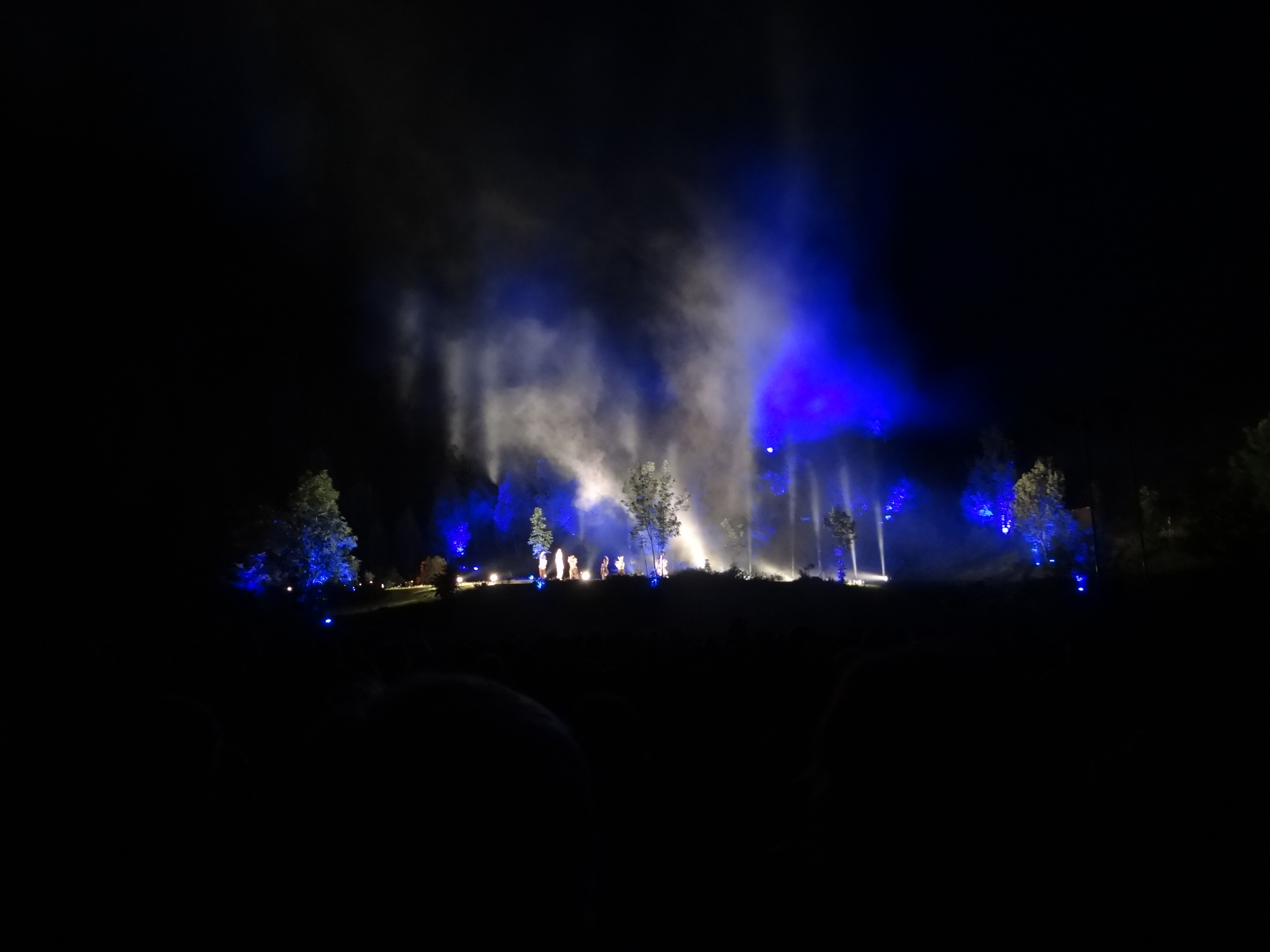